# 史密斯·汤普森
史密斯·汤普森（英語：Smith Thompson；1768年1月17日—1843年12月18日），美国政治家，美国民主-共和党成员，曾任美国海军部长（1819年-1823年）和美国最高法院大法官（1823年-1843年）。